# Saunay
Saunay település Franciaországban, Indre-et-Loire megyében. Lakosainak száma 643 fő (2022. január 1.). Saunay Saint-Cyr-du-Gault, Auzouer-en-Touraine, Château-Renault, Morand, Neuville-sur-Brenne, Villechauve és Villeporcher községekkel határos.

## Népesség
A település népessége az elmúlt években az alábbi módon változott:
| Lakosok száma | 428  | 388  | 505  | 632  | 675  | 686  | 696  | 709  | 687  | 643  |
|               | 1968 | 1982 | 1990 | 2006 | 2013 | 2015 | 2017 | 2019 | 2020 | 2022 |